# Лёд XVI

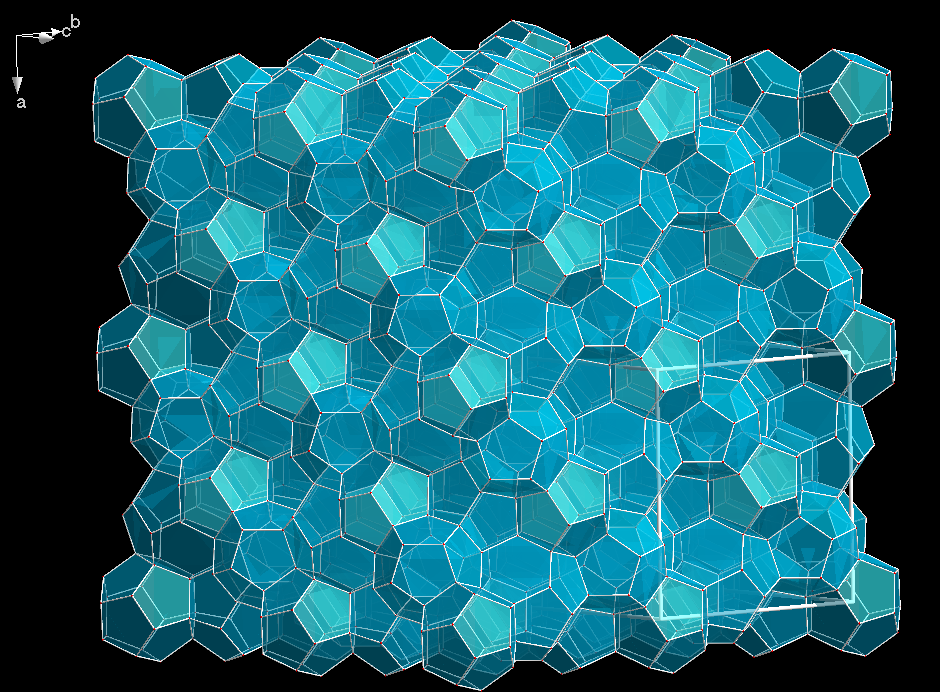
Лёд XVI. Белой рамкой обозначена элементарная ячейка (~17 Å).

Лёд XVI — кристаллическая разновидность льда с наименьшей плотностью (0,81 г/см3) среди всех экспериментально полученных форм льда. Имеет строение топологически эквивалентное полостной структуре КС-II (англ. sII) газовых гидратов.
Лёд XVI был впервые получен в 2014 году путём удаления молекул газа из клатрата неона в вакууме при температуре ниже 147 К. В результате гидратная структура льда XVI оказалась термодинамически нестабильной в условиях эксперимента. Но она может быть сохранена при криогенных температурах. При температуре выше 145—147 К и «положительном давлении» (то есть при сжатии) лёд XVI превращается в метастабильную форму льда Ic и далее в обычный лёд Ih.
Теоретические исследования предсказывают возможность существования термодинамически стабильной формы льда XVI при «отрицательном давлении» (то есть при растяжении).